# Керол Бернетт
Керол Крейтон Бернетт (англ. Carol Creighton Burnett; 26 квітня 1933, Сан-Антоніо, Техас) — американська співачка, письменниця, акторка, відома своїми роботами в кіно, на телебаченні та в театрі.

## Біографія
Керол Бернетт народилася в Сан-Антоніо. Пізніше її сім'я переїхала до Каліфорнії, де Керол ходила до школи, а після її закінчення вивчала спочатку журналістику, а потім театральне мистецтво і музичну комедію в Каліфорнійському університеті Лос-Анджелеса.
Починала свою акторську кар'єру з виступів у нічних клубах Нью-Йорку, після чого дебютувала на телебаченні. Перший успіх до Бернетт прийшов 1959 року в мюзиклі «Одного разу на матраці», за який вона була номінована на премію «Тоні». Того ж року вона ввійшла до складу «Шоу Гаррі Мура» і, створивши кілька персонажів, завоювала першу премію «Еммі». Завдяки цьому успіху 1962 року Бернетт з'явилася у спеціальному випуску «Джулі і Керол» в Карнеґі-хол разом зі своєю подругою Джулією Ендрюс. За цей виступ Бернетт знов отримала «Еммі».
У вересні 1967 року стартувало музично-комедійне «Шоу Керол Бернетт», яке було надзвичайно популярним і транслювалося до 1978 року. «Шоу Керол Бернетт» завоювало 23 премії «Еммі», отримуючи перемоги або номінації на премії «Еммі» та «Золотий глобус» кожного сезону.

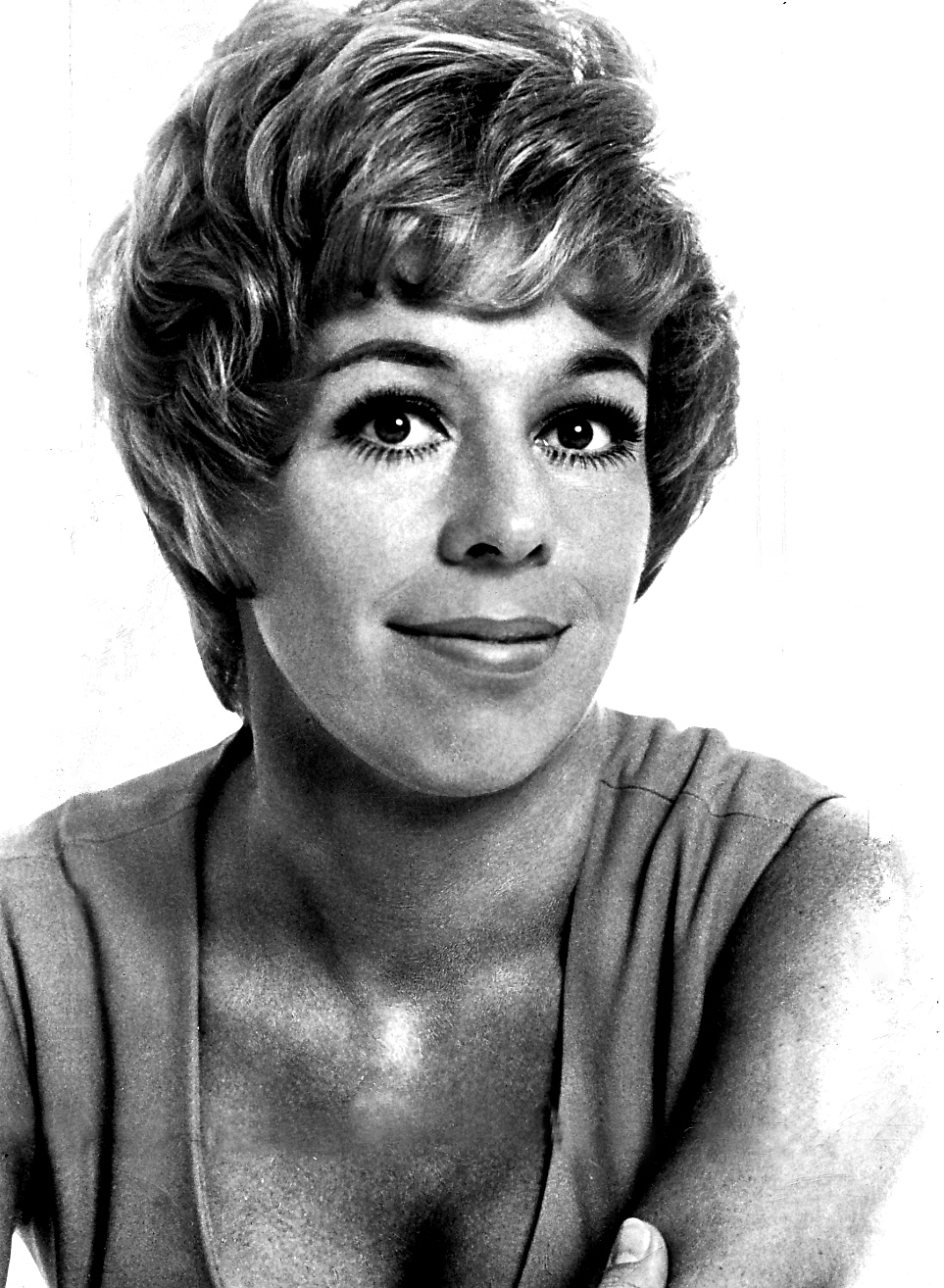
Керол Бернетт (1974)

Одночасно з виступами в шоу Керол Бернетт знялася у кількох фільмах та телефільмах. Також час від часу з'являлася на театральній сцені.
В 1980-х й 1990-х роках пробувала запускати нові естрадні програми, знімалася у телефільмах, знов отримавши кілька кінонагород. В останні роки з'являлася на екранах у серіалах у якості запрошеної зірки.

## Фільмографія
| Рік  | Назва                   | Оригінальна назва              | Примітки      |
| ---- | ----------------------- | ------------------------------ | ------------- |
| 1963 | Хто спав у моєму ліжку? | Who's Been Sleeping in My Bed? |               |
| 1968 | Продавець із зірками    | Star Spangled Salesman         |               |
| 1972 |                         | Pete 'n' Tillie                |               |
| 1974 | Перша сторінка          | The Front Page                 |               |
| 1978 | Весілля                 | A Wedding                      |               |
| 1980 | Здоров'я                | Health                         |               |
| 1981 | Пори року               | The Four Seasons               |               |
| 1981 |                         | Chu Chu and the Philly Flash   |               |
| 1982 | Енні                    | Annie                          |               |
| 1992 |                         | Noises Off                     |               |
| 1997 | Місяць над Бродвеєм     | Moon Over Broadway             |               |
| 1999 | Знайди Брюса            | Get Bruce                      |               |
| 2001 | Труба лебедя            | The Trumpet of the Swan        | (озвучування) |
| 2008 | Хортон                  | Horton Hears a Who!            | (озвучування) |
| 2009 |                         | Post Grad                      |               |
| 2012 |                         | The Secret World of Arrietty   | (озвучування) |
| 2019 | Історія іграшок 4       | Toy Story 4                    | (озвучування) |
| 2020 | Всі разом зараз         | All Together Now               |               |

## Нагороди
- Тоні
- Еммі
- Премія Ґреммі
- Золотий глобус